# The Sand Witch Project
A The Sand Witch Project a Totál Dráma Akció című kanadai animációs sorozat kilencedik epizódja.

## Leírás
A versenyzők kint állnak a lakókocsik előtt, és hirtelen Chris leesik az egyik stúdió tetejéről, és felnyársalódik egy lámpára. De kiderül, hogy csak filmtrükk volt. A zsebébe rakott egy zacskó művért, és a közepén mágneses lámpát pedig hirtelen lekapta, és aláfeküdt. Ezután Chris elmondja, hogy mi a próba.
A horrorpróba első feladata az, hogy csapaton belül mindenki választ egy társat, akit meg kell ijesztenie. Amelyik csapatban a legerősebbek a sikítások, az nyer. Amikor DJ nem tudja megijeszteni Haroldot, akkor a Séf kiugrik az egyik fa mögül, és segít neki, így a Pullerek nyerik a próba első részét.
A próba második részében klasszikus horror-jeleneteket kell előadni. Az egyik az, hogy Heathernek és Duncannek meg kell csókolniuk egymást egy kanapén, egy kísértetházban. Owennek és Izzy-nek más feladata lenne, de ők megcsinálják azt, amit Duncannek és Heathernek kellett volna. De közben DJ ijeszti meg őket, megint a Séf segítségével, így a próbát a Pullerek nyerik. Ezután a Pullerek visszamennek a lakókocsikhoz, A Manok pedig elmennek Chrissel az ebédlőbe.
Az ebédlőben Chris mesél egy történetet a Manoknak egy biztonsági őrről, aki ott halt meg, és halála előtt sikolyokat hallott. A Manoknak az a feladatuk, hogy egy éjszakát eltöltsenek az ebédlőben, anélkül, hogy kimennének onnan. Lindsay kinevezi magát csapatkapitánynak. Ezután Chris elmegy a Pullerekhez, és azt a feladatot adja nekik, hogy érjék el, hogy a Manok kirohanjanak a sátorból, és akkor viszik a próbát.
Miközben a Manok kártyáznak a sátorban, Harold előáll egy olyan ötlettel, amelyet Pityu bácsi Varázs Táborában tanult. Egy zsinóron belógatnak a sátorba egy paplannal letakart focilabdát, ami szellemnek néz ki. A Manok majdnem kirohannak a sátorból, de Lindsay megállítja őket, mert a szellemjelző, amit Christől kaptak, nem mutat semmit. Ezután Duncan ötlete következik. A Pullerek bekenik a sátor falát ketchuppel, ami átfolyik a falon. A Manok megijednek, és azt hiszik, hogy véres a fal. Izzy úgy gondolja, hogy az nem igazi vér, és ezért megnyalatja Owennel a falat. Owen persze rájön, hogy az nem vér. Ezután jön LeShawna ötlete. Duncan lekapcsolja az áramot a sátorban, Harold pedig felmászik a gerendára, amiről lelógatja Heathert, aki beöltözik a halott biztonsági őrnek. A Manok annyira megijednek, hogy elkezdenek rohanni a sátor kijárata felé, de Lindsay megint megállítja őket, mert a szellemmérő nem mutat semmit. DJ a sarokból hozzádob egy követ a szellemmérőhöz, ami ettől a maximumot mutatja. Ekkor Lindsay is sikítani kezd, és mind kirohannak a sátorból, és ezzel a Fókusz Pullerek nyerik a próbát.
A kiszavazásnál végül Lindsay és Justin marad, de amikor Chris kimondaná az "ítéletet", DJ odamegy, és kiszavaztatja magát. Mindenkinek elmondja, hogy titkos szövetséget kötött a Séffel. Owen rájön, hogy ő csinálta az összes kaját. Duncan azt javasolja, hogy inkább szavazzák ki a Séfet. De DJ úgy dönt, hogy ő megy el, mert így a mamája büszke lesz rá.

## Státusz
| #        | Helyezés |
| -------- | -------- |
| Leshawna | Nyer     |
| Heather  | Nyer     |
| Owen     | Veszít   |
| Duncan   | Nyer     |
| Beth     | Veszít   |
| Harold   | Nyer     |
| Justin   | Utolsó   |
| Lindsay  | Utolsó   |
| Izzy (2) | Veszít   |
| DJ       | Kiesik   |